# Шугуров, Михаил Фёдорович
Михаил Фёдорович Шугуров (1829—1891) — российский историк и педагог, статский советник.

## Биография
Родился 29 сентября (11 октября) 1829 года в местечке Сопичи, Черниговской губернии в дворянской семье Шугуровых. Детские годы провёл в Бендерах, куда его отец был переведён на службу. Когда мальчику было 9 лет, его отец умер и с этого момента началась жизнь, полная лишений, так как отец не оставил почти никакой пенсии. Матери с трудом удалось поместить своего сына в Кишинёвскую гимназию, где он жил в пансионе. Учение Шугурову давалось очень легко, и 17-ти лет, по окончании гимназии с золотой медалью, он, как лучший ученик, был отправлен на средства гимназии в Императорский Московский университет и поступил на 1-е отделение (историко-филологическое) философского факультета, которое успешно окончил в 1850 году.
Стал преподавать русский язык в Кишинёвской гимназии. Будучи человеком скромным, не любившим светского шумного общества, он часы, свободные от гимназических уроков, посвящал изучению языков и разнообразному чтению. Он не жалел своих скудных средств на приобретение книг, которые являлись для него истинными друзьями и спасителями от убийственной скуки.
В 1857 году в Кишинёвскую гимназию приехал на ревизию тогдашний попечитель Одесского учебного округа H. И. Пирогов, который не мог не заметить выдающихся педагогических способностей Шугурова и научной постановки преподавания. Пирогов выразил педагогу своё одобрение и глубокую благодарность, а вернувшись в Одессу, сейчас же распорядился о переводе его учителем во Вторую Одесскую гимназию.
С получением новой должности Шугуров сразу занял видное положение в Одессе, его уроки очень ценили и делали довольно щедрые предложения за частные занятия, но он отказывался от частных уроков и свободное от занятий время стал уделять любимому делу, литературным работам по истории.
В 1859 году ему было предложено вести уроки истории в Одесском институте благородных девиц имени императора Николая I, а в 1868 году он был назначен инспектором классов этого института; одновременно с этим Шугуров состоял инспектором Одесского девичьего училища. Службу во Второй мужской гимназии он оставил, инспектором же института оставался до 1873 года, когда вышел в отставку.
В 1874 году в Одесском учебном округе предполагалось открыть учительский институт, и тогдашний попечитель округа С. П. Голубцов предложил Шугурову место директора этого института. Побывав в Москве, Санкт-Петербурге и других городах с целью ознакомления с организацией подобных учебных заведений, Шугуров в сентябре того же года переехал на жительство в Феодосию, где предположено было открыть институт, и занялся обустройством нового учреждения.
В это время ему была предложена кафедра русской истории в Варшавском университете. Шугуров дал своё согласие и был назначен профессором, но обстоятельства помешали ему вступить в эту должность.
21 ноября 1874 года состоялось торжественное открытие вновь организованного Феодосийского учительского института. За все это время Шугуров не оставлял своих трудов по историографии. В 1876 году он уже выслужил полную пенсию, но, будучи оставлен на службе ещё на 5 лет, продолжал её до 1879 года.
Выйдя в отставку он переехал вместе с семьёй в Одессу. Здесь он всецело предался своей работе и воспитанию своих детей. В 1890 году он с семьёй выехал за границу, в Австрию, а затем в Швейцарию, где поселился в Берне, продолжая вести свои научные работы при применении греческого, латинского, французского, немецкого, английского, итальянского, польского и других языков, которые знал почти в совершенстве.
В феврале 1891 года Михаил Фёдорович Шугуров тяжело заболел и 21 апреля (3 мая) 1891 года скончался.